# François Baffard
François Baffard (oder Raffard, als Laie) oder Père Ange de Sainte-Rosalie O.A.D. (als Mönch) (* Januar 1655 in Blois; † 4. Januar 1726 in Paris) war ein französischer wissenschaftlicher Genealoge.
Er wurde im Januar 1655 in Blois geboren und nahm im Februar 1671 den Habit der unbeschuhten Augustiner im Couvent des Petits Pères in Paris, der der Basilika Notre-Dame-des-Victoires angeschlossen war; am 22. Februar 1672 legte er seine Profess ab. Obwohl er Predigttalent zeigte und erfolgreich in mehreren Advents- und Fastenzeiten predigte, widmete er sich in der Folge ausschließlich dem Studium der Genealogie.
Auf der Grundlage des von Père Anselme, einem 1694 verstorbenen Gelehrten und Mönch desselben Ordens, und dem Adligen Honoré Caille du Fourny († 1713) gesammelten Materials erstellte er – insbesondere durch Einarbeitung der Genealogien der kirchlichen und zivilen Pairs – eine überarbeitete Fassung von Anselmes Histoire généalogique et chronologique de la Maison royale de France et des Grands Officiers de la Couronne, die bei Baffards Tod 1726 kurz vor der Veröffentlichung des ersten Bandes stand, aber unvollendet zu bleiben drohte. Das Werk wurde schließlich von seinem Mitarbeiter Paul Lucas (Père Simplicien) weiter- und zu Ende geführt.
Er verfasste zudem das Werk L’État de France als Darstellung aller kirchlichen, zivilen und militärischen Ämter mit ihren Vorrechten und ihrem Ursprung, und leistete einen umfangreichen Beitrag zu den erweiterten Ausgaben von Louis Moréris Grand Dictionnaire historique.